# Terry Pratchett: Choosing to Die
Terry Pratchett: Choosing to Die (Brasil: Escolhendo Morrer ) é um documentário britânico de 2011 dirigido por Charlie Russell para a BBC Scotland. O filme fala sobre Peter Smedley, um homem de 71 anos que sofria de uma doença neuronal e cometeu suicídio assistido numa clínica suíça.

## Recepção
A BBC foi criticada por várias organizações, que acusaram a emissora pública britânica de ajudar a promover o suicídio assistido e de incentivar outras pessoas a seguirem os passos de Smedley. O canal argumentou que a reportagem daria aos telespectadores a oportunidade de formarem a sua própria opinião, já que o programa apresenta todos os pontos de vista relacionados com o suicídio assistido. A reportagem mostra imagens de Peter Medley ao tomar uma dose letal de barbitúricos, na clínica que, nos últimos 12 anos, ajudou mais de mil pessoas a morrer.
O documentário foi premiado com um Emmy Internacional em 2012.